# Ivan Krizostom Švegel
Ivan Krizostom Švegel (tudi Schwegel ali Žvegel), slovenski diplomat in politik, * 17. februar 1875, Zgornje Gorje, Avstro-Ogrska, † 5. februar 1962, Bled - Rečica, Socialistična federativna republika Jugoslavija.

## Življenje
Ivan Krizostom Švegel se je rodil 17. februarja 1875 v Zgornjih Gorjah pri Bledu posestniku Martinu in Ani rojeni Jan. 
Osnovno šolo je obiskoval najprej v Gorjah, v letih 1882−84 pa v Beljaku. V letih 1884−92 je obiskoval gimnazijo v Terezijanišču na Dunaju. V letih 1892−97 je študiral na orientalski akademiji in pravni fakulteti na Dunaju. Leta 1897 je doktoriral v Innsbrucku.
Leta 1898 je bil kot konzularni ataše v praksi pri okrajnem sodišču in avstrijskem trgovinskem  muzeju na Dunaju.
Leta je postal konzularni ataše  1899 pri generalnem konzulatu v Chicagu, med letoma 1900–1902 je bil v Chicagu  vicekonzul in predstojnik, kasneje še  podkonzul v Pittsburgu , 1904  je  postal gerent pri generalnem konzulatu v Zürichu, 1905 podkonzul v Capetownu v Južni Afriki, 1906 vicekonzul v Solunu, 1907 gospodarski poročevalec v New Yorku, 1909 začasni konzul v Montrealu in kmalu prvi poklicni konzul za zahodno Kanado v Winnipegu; zaradi nekega govora bil 1910 na zahtevo nemške vlade odpoklican in pozvan na zagovor; 1913–1917 je bil konzul v Denverju in St. Louisu.
Po prekinitvi diplomatskih odnosov med ZDA in Avstro-Ogrsko zaradi vstopa ZDA v prvo svetovno vojno na strani antante, se je Švegel spomladi 1917 preko Halifaxa in Rotterdama vrnil v domovino in kmalu odšel na fronto v Albanijo, na Ohridskem jezeru. Kjer je poveljeval zadnjemu ostanku mariborskih dragoncev Car Nikolaj I., nato pa komitaški četi Salih Budke na albansko-grški meji do končnega umika avstro-ogrske vojske.
Leta 1919 je bil član jugoslovanske delegacije na pariški mirovni konferenci, kjer se je uspešno zavzel, da je Blejski kót pripadel Kraljevini SHS; bil je v osebnem stiku s predsednikom ZDA Woodrowom  Wilsonom in njegovimi bližnjimi sodelavci, njemu v čast je svoj grad Grimščice pri Bledu  preimenoval v Wilsonio.
Istega leta je bil tudi član začasnega mednarodnega zastopstva za Trst in tako je  avtomatično izpadel iz kandidature za ustavodajno skupščino.
Kmalu se je vrnil v ZDA, najprej je tam zastopal Zadružno gospodarsko banko iz Ljubljane , pozneje pa prevzel zastopstvo interesov družbe Canadian Pacific Railway Company v Kraljevini SHS;  že kot konzul v Montrealu je že 1909  to družbo nagovoril, da je uvedla stalno ladijsko povezavo Severna Amerika–Trst in ji pomagal do koncesije;  leta 1926 je postal bil član jugoslovanske komisije v Washingtonu za urejevanje vojnih dolgov.
Leta 1927 je na Radićevo željo kandidiral za poslanca na listi Hrvaške kmečke stranke in bil izvoljen, kot edini nehrvaški kandidat , v okraju Delnice – Vrbovsko, medtem ko je bila Šveglova kandidatura v Makedoniji na zahtevo vlade razveljavljena. Zaradi te kandidature je ministrstvo  za zunanje zadeve zahtevalo takojšen odpust Švegla iz službe Canadian Pacifica in to po 1 letu tudi doseglo. V času šestojanuarske diktature je bil Švegel v postopku  pred sodiščem za zaščito države, a je bil postopek ustavljen.
Leta 1930 je na povabilo kralja Aleksandra stopil v Živkovićevo vlado kot minister brez listnice, v letih 1931–1933 bil veleposlanik v Argentini. Leta 1933 se je upokojil in živel na svojem posestvu v Grimšicah pri Bledu. Napisal je več gospodarskih člankov. Objavljal je predvsem v tujih strokovnih revijah. Umrl 5. februarja 1962 na Bledu, pokopan je v Solkanu.